# Methylace DNA

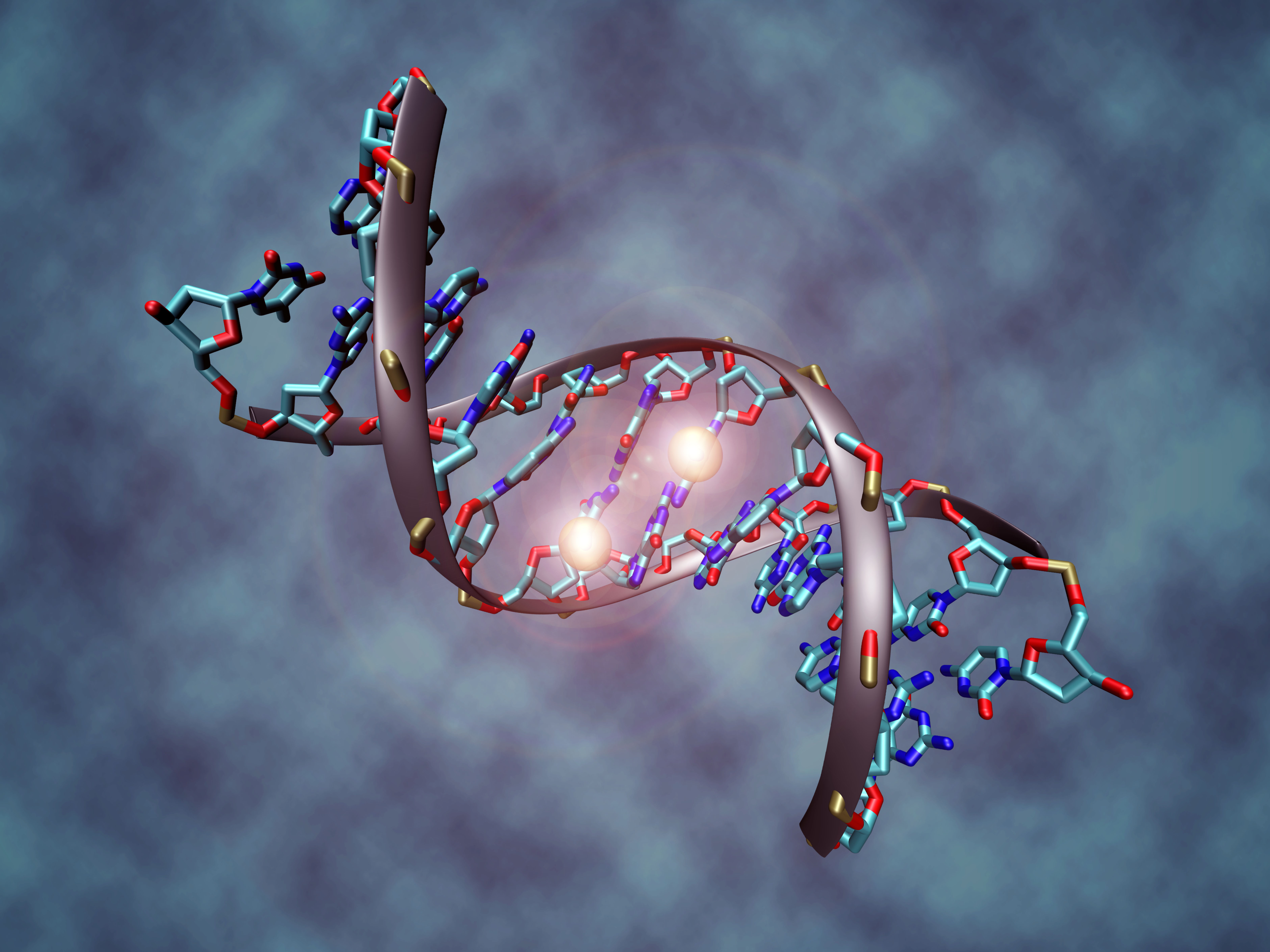
Umělecké ztvárnění methylovaného fragmentu DNA (methylace na dvou cytosinech ve střední části molekuly)

Methylace DNA je pojem, který označuje modifikaci nukleových bází cytosinu a adeninu kovalentním připojením methylového zbytku. U adeninu je methyl připojen na šestý dusík, u cytosinu buďto na čtvrtý dusík či pátý uhlík (5-methyl cytosin).
Přítomnost 5-methylcytosinu u eukaryot společně s post-translačními úpravami histonů patří mezi epigenetické modifikace DNA, kteréžto bez nutnosti změny genetického kódu regulují genovou expresi v dané buňce, čímž ovlivňují vývoj kmenových buněk a buněčnou diferenciaci. Methylace DNA mimoto hraje také roli v replikaci, rekombinaci a opravě DNA a supresi transponovatelných elementů a retrovirové DNA. Změny v epigenetických regulačních mechanismech provázejí proces stárnutí a za patologických podmínek přispívají ke vzniku rakoviny a autoimunitních či degenerativních onemocnění. Ztráta jedné z methyltransferáz, tedy enzymů, které katalyzují vznik 5-methylcytosinu a udržují tak methylační vzory, je letální.
Přítomnost 5-methylcytosinu je velmi prastará epigenetická modifikace DNA, která se vyskytuje jak u archebakterií, tak i u bakterií a eukaryot. U některých organismů však byla druhotně v průběhu evoluce ztracena, například u kvasinky Saccharomyces cerevisiae či u hlísta Caenorhabditis elegans.

## Methylace u bakterií
U bakterií se vyskytují všechny tři typy methylovaných bází – 6-methyl adenin, 4-methyl cytosin i 5-methyl cytosin. Methylace DNA tu hraje především roli jako ochrana vlastní DNA před rozpoznáním restrikčními enzymy, které mají za úkol štěpit cizorodou bakteriofágovou nemethylovanou DNA. Mimoto také reguluje genovou expresi a procesy replikace a opravy DNA.

## Methylace DNA u savců
Methylaci DNA, u savců tedy vznik 5-methyl cytosinu (5mC), katalyzují enzymy zvané methyltransferázy, které přenášejí methyl (alkyl methanu) z S-adenosyl-1-methioninu na pátý uhlík cytosinové báze.
U savců představuje 5-methyl cytosin přibližně 1 % všech bází DNA a proto bývá označován jako báze pátá. V somatických buňkách se ve většině případů nachází v rámci symetrických CpG dinukleotidů (část DNA se dvěma bezprostředně následujícími bázemi, tedy 2 nukleosidy vázané fosfátem, zde cytosin(C)-fosfát(p)-guanosin(G)), i když v myších embryonálních buňkách můžeme kromě methylovaných CpG nalézt methylované i CpA či CpT dinukleotidy. CpG dinukleotidy se v rámci savčího genomu vyskytují nerovnoměrně a odhaduje se, že 70–80 % jich je methylováno. Můžeme tak nalézt jak oblasti, kde se CpG dinukleotidy vyskytují velmi zřídka, tak oblasti, které jsou na výskyt CpG bohaté. Tyto oblasti delší než 200 párů bází s vysokou frekvencí CpG (vyšší než 50 %) se nazývají CpG ostrůvky. Část těchto CpG ostrůvků se nachází v oblasti genových promotorů u 50 – 60 % lidských genů.
Methylace DNA se u savců podílí na udržování genomové stability prostřednictvím inaktivace chromozomu X v samičích buňkách (lyonizace), potlačování transkripce repetitivních sekvencí a translokace transponovatelných elementů. Během zárodečného vývoje také kontroluje expresi imprintovaných genů. Uvnitř aktivních (transkribovaných) genů může ovlivňovat splicing mRNA. DNA methylace také ovlivňuje genovou expresi. A to tak, že buďto fyzicky zabrání transkripčním faktorům nasednout na jejich vazebné místo na DNA, nebo že se díky ní na DNA navážou tzv. „proteiny vážící methylované CpG“ (ang. „methyl-CpG binding proteins“, MBP), které dále regulují chromatinovou strukturu nebo vazbu dalších regulačních faktorů.

## Dědičnost methylace DNA u savců
O methylačních vzorech DNA v genomu se obecně předpokládá, že jsou ustanoveny v zárodečných buňkách během embryonálního vývoje a při vzniku somatických buněk pouze dochází k jejich dědění pomocí zachovávacího mechanismu.

### Původní model zachovávání
Původní model model ze 70. let 20. století počítá s tím, že DNA methylace negativně ovlivňuje schopnost proteinů (např. transkripčních faktorů a jiných DNA regulačních proteinů) vázat se na DNA a tím ovlivňuje genovou expresi. Jednoduše řečeno u genu se tak zabrání transkripci. Zavedený model předpokládá, že u eukaryot existují dvě skupiny enzymů schopných methylovat cytosin (methyltransferáz). První skupina tzv. „de novo methyltransferáz“ ustanovuje methylační vzory v zárodečných buňkách embrya, kdežto druhá skupina, „zachovávající methyltranferázy“, se podílí na dědění těchto ustanovených vzorů v somatických buňkách. Tudíž se jejich funkce nepřekrývají.
Původní model podporují následující poznatky. De novo methyltransferázy Dnmt3a a Dnmt3b ustanovují buněčné methylační vzory v embryonálních zárodečných buňkách, jelikož jsou v zárodečných buňkách exprimovány ve vysoké míře, kdežto v somatických buňkách je jejich exprese velmi omezena, a mají stejnou afinitu pro hemi-methylované i nemethylované cytosiny. Ztráta některého z těchto enzymů je letální. Zachovávající methyltransferáza Dnmt1 je v buňkách syntetizována především během S fáze buněčného cyklu, tedy během replikace DNA a díky interakci s polymerázovým faktorem PCNA je lokalizována na replikační vidličku, kde se váže na hemi-methylované cytosiny produkované při semikonzervativní replikaci DNA a methyluje druhý cytosin v CpG dinukleotidu na nově vzniklém vlákně DNA. Aktivita Dnmt1 je postradatelná pro vývoj zárodečných buněk, kdežto při vývoji embrya je nepostradatelná a její ztráta je letální. Taktéž její absence v diferencovaných buňkách způsobuje apoptózu neboli programovanou buněčnou smrt prostřednictvím proteinu p53.

### Nový model
V posledních letech byly ale nashromážděny nové poznatky, které jsou v rozporu s původním modelem. Kupříkladu původní model předpokládá, že by se hemi-methylované CpG dinukleotidy měly vyskytovat v genomu pouze v nepatrném množství, jelikož by naprostá většina z nich měla být hned po replikaci plně methylována prostřednictvím Dnmt1 methyltransferázy. V genomu se však hemi-methylované CpG dinukleotidy objevují v měřitelném množství. Mimoto přesnost dědičných vzorů methylace je komplikovanější než se původně předpokládalo. Dále většina CpG ostrůvků, které se nachází v oblastech transkripčních počátků genů, je nemethylovaná a to nezávisle na míře exprese daného genu – výjimkami jsou geny na inaktivovaném X chromozomu, geny specifické pro zárodečné buňky a několik dalších genů. Dalším nedostatkem původního modelu je nepřítomnost korekčního mechanismu, který je v buňce přítomný u všech důležitých procesů.
Nový model předpokládá, že methylační vzory jsou děděny jako obecný status dané oblasti DNA namísto přesného kopírování vzoru methylace jednotlivé C báze z mateřského vlákna na dceřiné. K zachovávání methylačních vzorů je tak potřeba souhra mezi všemi methyltransferázami. Dnmt1 umístěná na replikační vidličku ve spojení s proteinem UHRF1 zachovává většinu methylačního vzoru díky methylaci hemi-methylovaných CpG dinukleotidů. Tento proces je nezávislý na stavu okolního chromatinu, tedy zda se replikovaná oblast nachází v euchromatinu (transkribovaná oblast DNA) či heterochromatinu (umlčená nepřepisovaná oblast DNA). DNmt3a a DNmt3b se naproti tomu vážou na nukleosomy a methylují místa vynechaná methyltransferázou Dnmt1 v závislosti na přítomnosti epigenetických modifikací histonů v daných nukleosomech.

## Demethylace DNA
Proces demethylace DNA, tedy odstranění methylu z 5-methylcytosinu, může probíhat buďto pasivně, a to tak že při replikaci nedochází k nové methylaci hemi-methylovaných míst, či aktivně na replikaci nezávislým způsobem. Aktivní demethylace na celogenomové úrovni probíhá v zygotách a v pluripotentních zárodečných buňkách a aktivní demethylace určitých oblastí DNA je známá u neuronů či T lymfocytů. Nicméně mechanismy, jakými aktivní demethylace probíhá, jsou nám stále neznámé. Předpokládá se však, že jich bude existovat celá řada.
Jedním z nich by mohl být proces založený na principu opravného systému pro kód DNA – excize bází (angl. „base excision repair“) neboli odstraňování chybných bází. Tento proces by pak mohl probíhat přímo působením 5mC-specifickou glykosylázy (prokázáno pouze u rostlin) či po modifikaci 5-methyl cytosinu například deaminací. Po deaminaci 5-methyl cytosinu vzniká thymin, který nepáruje s protilehlým guanosinem. T-G je poté vyhledáno opravným systémem DNA a nepárující dvojice T-G je odstraněna. Dalším možným kandidátem je další opravný systém DNA – excize nukleotidů (ang. Nucleotide excision repair“). Také nedávno objevené enzymy (TET1, TET2 a TET3), které modifikují 5-methyl cytosine na 5-hydroxymethylcytosine, se mohou podílet na aktivní demethylaci DNA.

## Metody detekce methylace DNA
- PCR specifická pro detekci methylace. DNA je nejdříve ošetřena bisulfitem sodným, který konvertuje nemethylované cytosiny na uracily, kdežto 5-methyl cytosiny ponechává v nezměněném stavu. Pro polymerázovou řetězovou reakci jsou použity dva typy primerů – specifické pro methylovanou DNA a specifické pro nemethylovanou DNA. Dle míry amplifikace jednotlivých úseků DNA při srovnání jedné a druhé skupiny primerů je možné určit, zda je oblast DNA methylovaná či nikoliv.[9]
- HELP assay (angl. „HpaII tiny fragment Enrichment by Ligation-mediated PCR). Tato metoda je založena na funkci 2 restrikčních enzymů HpaII a MspI. Oba tyto enzymy štěpí DNA v místě výskytu sekvence 5‘-CCGG-3‘. MspI štěpí DNA ve všech místech výskytu této sekvence, kdežto HpaII štěpí pouze pokud je cytosin v prostředním CpG dinukleotidu nemethylovaný. Vzniklé fragmenty DNA jsou odděleně amplifikovány polymerázovou řetězovou reakcí a označeny dvěma různými fluorescenčními barvičkami. Porovnání stavu methylace/nemethylace různých oblastí DNA je zjišťováno pomocí microarray čipu porovnáním množství MspI a HpaII fragmentů.[10] K analýze výsledků z HELP, zvláště na celogenomové úrovni, jsou používány například předdefinované funkce v programovacím jazyku R.[11]
- Imunoprecipitace DNA methylace. DNA je nejprve náhodně štěpena na fragmenty o velikosti 300 – 1000 párů bází (bp) a denaturována na jedno-vláknovou ssDNA. Na takto získané ssDNA jsou dále navázány 5-methyl cytosin specifické monoklonální protilátky. Stejně jako při klasické imunoprecipitaci, jsou DNA fragmenty obsahující 5-methyl cytosin navázány přes systém dalších protilátek specifických jedna pro druhou na magnetické kuličky, kdežto DNA fragmenty neobsahující žádný methylovaný cytosin jsou odmyty. DNA společně s protilátkami je poté eluována do roztoku a přečištěna proteinázou K, která štěpí proteiny – tedy v tomto případě protilátky. Takto připravená a přečištěná DNA je poté připravena k detekci. Ta může probíhat buďto pomocí microarray čipů či vysokofrekvenčním sekvenováním.[12]
- Celogenomové sekvenování. DNA je nejdříve ošetřena bisulfitem sodným, který konvertuje nemethylované cytosiny na uracily, kdežto 5-methyl cytosiny ponechává v nezměněném stavu. Následně je takto ošetřená DNA sekvenována metodou tzv. sekvenování nové generace.[13] Vzniklé sekvence musí být poté bioinformaticky namapovány na referenční genom a dále zkoumány.[14]

## Databáze methylace
Informaci o tom, jaké cytosiny v genomu jsou methylované můžeme nalézt například v databázi MethDB, která kromě základních lokálních dat obsahuje i informace získané z celogenomových sekvenování či predikčních algoritmů. Kromě samotných dat se snaží poskytovat i co nejširší spektrum informací o původu vzorku, způsobu jeho zpracování, vyhodnocení, atd. Do databáze je možné také nahrávat vlastní data, neposkytuje však žádný analytický software pro jejich vyhodnocení.
Existují také databáze zachycující methylační vzory u buněk, které prošly nějakým patologickým vývojem – například rakovinotvornou přeměnou. DiseaseMeth je databáze zachycující methylaci DNA u různých lidských nemocí, která obsahuje více než 14 000 záznamů. Další užitečnou databází zachycující methylační vzory u rakovinných buněk je belgická PubMeth, která obsahuje více než 5 000 anotovaných záznamů vytvořených z 1 000 publikací. Informace o methylaci DNA u rakoviny je dohledatelná i v čínské databázi MethyCancer.
Polohu CpG ostrůvků a jejich případnou methylaci v různých buněčných typech můžeme zobrazit v internetovém prohlížeči UCSC Genome Browser.